# واراسلو
واراسلو (به مجاری:  Varászló) یک سکونتگاه مسکونی در مجارستان است که در شومودی واقع شده‌است.

## خصوصیات
واراسلو ۱۲٫۷۶ کیلومترمربع مساحت و ۱۸۷ نفر جمعیت دارد.